# 地中海貽貝
地中海貽貝（學名：Mytilus galloprovincialis）是貽貝屬下的一種貝類，在世界許多地方都是入侵物種，但也是水產養殖的常見物種。國際自然保護聯盟物種存續委員會的入侵物種專家小組（ISSG）列為世界百大外來入侵種。

## 描述
這種貽貝的長度可以達到140（5.5英寸），殼比黑貽貝略寬，二者在南非常被混淆。殼顏色為紫藍色或 黑色，但向淺褐色漸變。

## 分佈
在歐洲，地中海貽貝發現於於地中海和黑海地區，此外在大西洋沿岸的葡萄牙、法國及不列顛群島都有分佈。
北太平洋地區地中海貽貝出現於加利福尼亞州沿海，約是在20世紀初從歐洲引入的。華盛頓州的普吉特海灣地區的水產養殖業也有飼養地中海貽貝。在亞洲地區則發現於日本及北韓。
在非洲，從納米比亞到艾爾弗雷德港也有分佈。

## 外部連結
- Mytilus galloprovincialis（页面存档备份，存于） Selection of references. www.issg.org
- Mytilus galloprovincialis (Lamarck, 1819)（页面存档备份，存于） FAO Fisheries and Aquaculture, Cultured Aquatic Species Information Programme
- Picture of a Britsih specimen（页面存档备份，存于） habitas.org
- 嗎啡 Morphine（页面存档备份，存于） 中草藥化學圖像數據庫 (香港浸會大學中醫藥學院) （中文）（英文）